# Courlaoux
Courlaoux ist eine französische Gemeinde mit 1.179 Einwohnern (Stand 1. Januar 2022) im Département Jura in der Region Bourgogne-Franche-Comté. Sie gehört zum Arrondissement Lons-le-Saunier und zum Kanton Lons-le-Saunier-1.

## Geographie
Die Gemeinde liegt etwa acht Kilometer westlich der Arrondissement-Hauptstadt Lons-le-Saunier. Nachbargemeinden sind Fontainebrux im Norden, Courlans im Osten, Chilly-le-Vignoble im Südosten, Trenal und Frébuans im Süden, Condamine im Südwesten, Savigny-en-Revermont und Beaurepaire-en-Bresse im Westen sowie Les Repôts im Nordwesten.
Das Gemeindegebiet wird vom Fluss Vallière und seinem Zufluss Sorne passiert.

### Flugplatz
Der Flugplatz Aérodrome de Lons-le-Saunier - Courlaoux mit einer 1,1 km langen Piste liegt auf dem Gebiet der Gemeinden Courlaoux und Courlans und ist Zentrum des Aéroclub de Lons-le-Saunier. Diesen Verein gibt es seit 1901.

## Bevölkerungsentwicklung
| Jahr                       | 1962 | 1968 | 1975 | 1982 | 1990 | 1999 | 2008 | 2017 |
| -------------------------- | ---- | ---- | ---- | ---- | ---- | ---- | ---- | ---- |
| Einwohner                  | 506  | 468  | 544  | 676  | 804  | 848  | 939  | 1106 |
| Quellen: Cassini und INSEE |      |      |      |      |      |      |      |      |

|  |  |